# Abi Titmuss
Abi Titmuss, née Abigail Evelyn Titmuss le 8 février 1976 à Sleaford en Angleterre, est une actrice et mannequin britannique.

## Filmographie
- 2007 : Katy Brand's Big Ass Show (série télévisée) : Jezebel
- 2009 : Hôtel Babylon (série télévisée) : la nonne
- 2010 : Do Elephants Pray? : Mirriam
- 2011 : Frontman : la fille mystérieuse
- 2011 : Celebrity Salon (série télévisée)
- 2012 : Casualty (série télévisée) : Tara Edmonds
- 2013 : Lady Luck (court métrage) : Hester
- 2015 : Blood Relatives (série télévisée) : Alice
- 2015-2016 : Days of Our Lives (série télévisée) : l'infirmière
- 2016 : Ava's Impossible Things : Anna / Freya
- 2016 : Andrew's Birthday (court métrage) : la mère